# Luis González Tosar
Luís González Tosar (Buenos Aires, 1952) és un escriptor gallec.

De família gallega, cap al 1969 regressà a Galícia. Director de la revista Dorna. És president del PEN Clube de Galicia

## Obra
- A caneiro cheo, 1986 (poemari)
- Seis cánticos labrados co recordo de seis cidades mouras, 1986 (poesia)
- Remol das travesías, 1989 (poemari)
- Coa forza da palabra, 1992 (antologia poètica)
- Estación marítima, 1996 (relats)